# Kiala

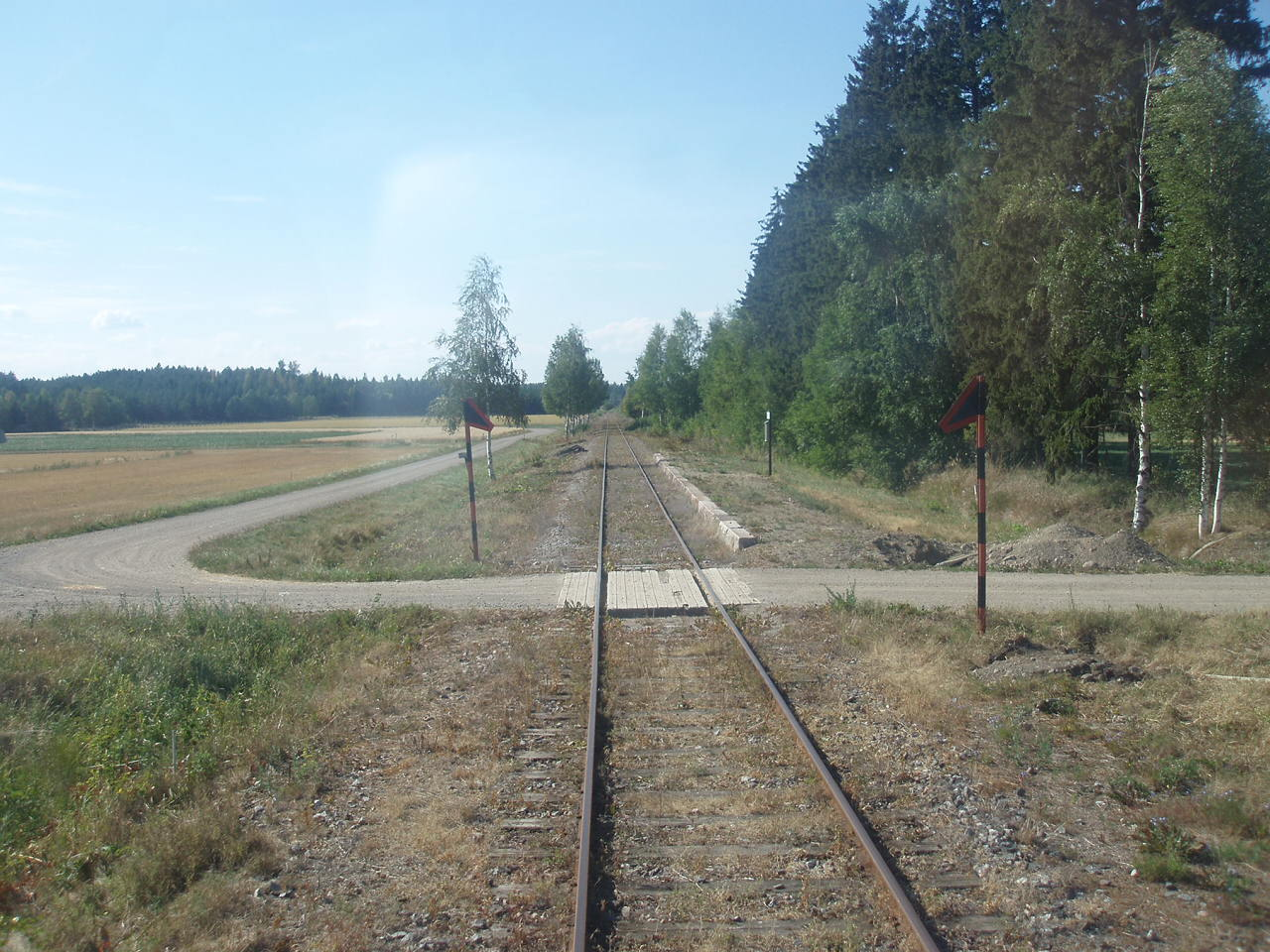
Kiala

Kiala (finska: Kiiala), är en by och egendom i den före detta kommunen Borgå landskommun, i den nuvarande staden Borgå i landskapet Östra Nyland, Södra Finlands län. Kiala är även en hållplats på museibanan mot Borgå, se Borgåbanan .
Kiala är känt sedan 1400-talet, och tillhörde 1700–1814 ätten Adlercreutz, senare bland annat ätten Edelfelt. Huvudbyggnaden plundrades under finska inbördeskriget och stod därefter länge obebodd.